# Hanna Chang
Hanna Chang (ur. 25 lutego 1998) – amerykańska tenisistka.

## Kariera tenisowa
W swojej karierze zwyciężyła w dziewięciu singlowych i trzech deblowych turniejach rangi ITF. Najwyżej w rankingu WTA była sklasyfikowana na 169. miejscu w singlu (25 listopada 2024) oraz 265. w deblu (6 czerwca 2022).

## Finały turniejów WTA 125
| Legenda                   | Legenda |
| ------------------------- | ------- |
| Wielki Szlem              |         |
| Igrzyska olimpijskie      |         |
| WTA Tour Championships    |         |
| od 2021                   |         |
| WTA 1000 (obowiązkowe)    |         |
| WTA 1000 (nieobowiązkowe) |         |
| WTA 500                   |         |
| WTA 250                   |         |
| WTA 125                   |         |

### Gra pojedyncza 1 (0–1)
| Końcowy wynik | Nr | Data              | Turniej    | Nawierzchnia | Przeciwniczka  | Wynik finału |
| ------------- | -- | ----------------- | ---------- | ------------ | -------------- | ------------ |
| Finalistka    | 1. | 24 listopada 2024 | Charleston | Twarda       | Renata Zarazúa | 1:6, 6:7(4)  |

### Gra podwójna 1 (1–0)
| Końcowy wynik | Nr | Data          | Turniej         | Nawierzchnia | Partnerka        | Przeciwniczki            | Wynik finału   |
| ------------- | -- | ------------- | --------------- | ------------ | ---------------- | ------------------------ | -------------- |
| Zwyciężczyni  | 1. | 30 marca 2025 | Puerto Vallarta | Twarda       | Christina McHale | Maya Joint Ena Shibahara | 2:6, 6:2, 10–7 |

## Wygrane turnieje rangi ITF
| turnieje z pulą nagród 100 000 $ (W100) |
| turnieje z pulą nagród 80 000 $ (W80)   |
| turnieje z pulą nagród 60 000 $ (W75)   |
| turnieje z pulą nagród 40 000 $ (W50)   |
| turnieje z pulą nagród 25 000 $ (W35)   |
| turnieje z pulą nagród 15 000 $ (W15)   |
| turnieje z pulą nagród 10 000 $         |

### Gra pojedyncza
|    | Data       | Turniej   | ($)    | Naw.   | Finalistka            | Wynik       |
| 1. | 26/06/2016 | Sangju    | 10 000 | twarda | Ji-HeeChoi            | 6:2, 6:3    |
| 2. | 03/09/2017 | Gangwon   | 15 000 | twarda | Dabin Kim             | 7:5, 7:6(6) |
| 3. | 17/06/2018 | Gyeongsan | 15 000 | twarda | Hyojung Yea           | 6:2, 6:2    |
| 4. | 17/03/2019 | Arcadia   | 15 000 | twarda | Elizabeth Mandlik     | 7:5, 6:1    |
| 5. | 28/05/2023 | Goyang    | 25 000 | twarda | Mananchaya Sawangkaew | 6:2, 6:4    |
| 6. | 09/07/2023 | Lakewood  | 15 000 | twarda | Mary Stoiana          | 1:1, krecz  |
| 7. | 03/12/2023 | Veracruz  | 40 000 | twarda | Victoria Rodríguez    | 7:5, 6:1    |
| 8. | 26/05/2024 | Goyang    | 40 000 | twarda | Aoi Ito               | 7:6(2), 6:4 |
| 9. | 02/06/2023 | Changwon  | 25 000 | twarda | Petra Hule            | 6:4, 6:4    |